# Pascal Sawadogo
Pascal Sawadogo est un coach sportif burkinabè. Il est est l'entraîneur de l'équipe nationale féminine de football du Burkina Faso

## Biographie
Sawadogo est né au Burkina Faso. Il est enseignant titulaire d’une licence en sociologie et d’un master en géographie,. Il a été professeur d'éducation physique et sportive.  Il est le fondateur de l’équipe l’Association sportive Étincelles de Ouagadougou.
En 2021, il est nommé sélectionneur de l' équipe nationale féminine de football du Burkina Faso. Il a également dirigé l'équipe nationale féminine des moins de 23 ans. Il a contribué à la qualification de l'équipe pour la Coupe d'Afrique des Nations féminine 2022 mais n'a pas réussi  à qualifier les Étalons dames pour les huitièmes de finale,,.